# Пригожая повариха, или Похождение развратной женщины

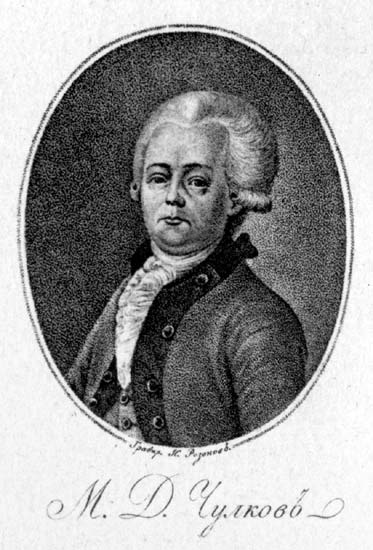
Михаил Дмитриевич Чулков

«Пригожая повариха, или Похождение развратной женщины» — роман Михаила Чулкова, вышедший в свет в 1770 году. Жанр произведения — соединение авантюрно-плутовского романа-путешествия и психологического романа. Вместе с этим можно сказать, что «Пригожая повариха» близка к эпистолярному роману, поскольку:
1) повествование даётся от лица Мартоны, главной героини, в виде автобиографических записок, в связи с чем усилена интимность текста;
2) отсутствует авторский голос, нет дидактики и морализаторства;
3) способ создания героини осуществляется в её самораскрытии, постоянной рефлексии.

## Образ главной героини
Вся биография главной героини, Мартоны, представляет собой череду взлётов и падений, от счастья к несчастью, благосостояния к бедности, её жизнь — полна перипетий.
Уже в 19 лет героиня стала вдовой, потеряв мужа в Полтавской битве. Из-за того, что он был не дворянином и имущества у него не было, Мартона после его смерти оказалась в затруднительной ситуации. Справиться с ней молодой вдове помогла «честная старушка, которая известна была всему городу Киеву». Она взяла её под своё покровительство, а затем познакомила с дворецким знатного господина, на чьи средства она в дальнейшем проживала.
В дальнейшем уже хозяин этого дворецкого начал ухаживать за Мартоной и добился в этом успеха. Но как выяснилось потом, у хозяина дворецкого, а звали его Светон, была жена. Вскоре она узнала про Мартону, и та оказалась на улице без гроша.
На протяжении романа героиня впутывалась в огромное количество любовных коллизий, оказывалась на улице, работала поварихой, затем вновь находила способ выбраться из плачевного состояния, даже была в тюрьме. В конце концов, Мартоне досталось богатое поместье в наследство от одного из её ухажеров, Ахеля. На его смерти заканчивается первая часть романа, но вторая Чулковым написана не была.
Духовный путь героини показан не в процессе повествования, а в сопоставлении начальной точки и конечной, в том, как меняется её отношение к происходящему и как она реагирует в целом.  Нравственная эволюция героини параллельно сопровождает те события, которые выпадают на её долю. «Для раскрытия характера героини важно то, что Мартона предстает перед читателем одновременно в двух ипостасях: собственно героини повествования и повествовательницы, причем между ними существует очевидный временной и нравственный разрыв». Исходя из формы повествования, следует вывод, что рассказана эта история Мартоной, уже прошедшей через все испытания. И, учитывая тот факт, что роман заканчивается достаточно резко, есть основания полагать, что Чулков его не окончил, и то, к чему в итоге пришла повествовательница Мартона — неизвестно.

## Русские национальные особенности в романе
Позаимствовав общеевропейские установки для построения романа, тем не менее Чулков наполнил свой текст множеством национальных особенностей. С самого начала в тексте дается привязка к конкретной исторической ситуации — Полтавская битва 1709 года.
«Известно всем, что получили мы победу под Полтавою, на котором сражении убит несчастный муж мой». 
Главная героиня — это человек Петровской эпохи. И уже на этом уровне проявляются черты русского человека того конкретного времени: индивидуальная инициативность и изворотливость в любых жизненных обстоятельствах.

Речь Мартоны изобилует пословицами и поговорками, что также является репрезентацией национальной особенности, проявляющейся в характере героини. Она зачастую выражает своё состояние или отношение к чему-то посредством устойчивых выражений и фольклорных формул: 
«Шей-де вдова широки рукава, было бы куда класть небыльные слова».
«На красненький цветочек и пчелка летит».
«Богатство рождает честь».
«Неправ медведь, что корову съел, неправа и корова, что в лес забрела».

Дополнительную бытовую достоверность роману придаёт включение в текст различных русских топонимов. Так, читатель может обнаружить в романе упоминания Москвы, Ямской слободы, Марьиной рощи и т. д. 

## Новаторство М. Д. Чулкова в романе «Пригожая повариха»
Для романа, написанного в эпоху классицизма, с её нормированностью и дидактизмом, стремлением всему дать моральную оценку, ситуация, описанная в нем, выходила за рамки понимания. То, как изображалась главная героиня, каким образом действовала, сама история её жизни – всё это было в новинку для литературы того времени.
Атмосфера плутовства, мошенничества, раскрывающаяся в романе как бы сама собой наталкивала на необходимое нравоучение со стороны автора. Но автор, в свою очередь, не высказывал своих оценок напрямую. Они выражались «в системе художественных образов и особенной, суховатой, протокольно-точной манере жизнеописания Мартоны».
И, что самое главное, Чулков одним из первых в литературе классицизма пришёл к отражению жизни через литературу, а не её моделирование и оценивание.